# Miquel Soler i Roca
|  | Aquest article tracta sobre el mestre uruguaianocatalà. Vegeu-ne altres significats a «Miquel Soler». |

Miquel Soler i Roca   (Corbera de Llobregat, 10 d'abril de 1922 - Montevideo, 19 de maig de 2021), també conegut com a Miguel Soler, fou un mestre uruguaianocatalà.
Va ser director del Núcleo Escolar Experimental de La Mina. Va dirigir la Divisió d'Alfabetització, Educació d'Adults i Desenvolupament Rural de la Unesco. Doctor Honoris Causa d'Universitat de la República (2006), president de la Comissió del Debat Educatiu que busca establir les bases per a una nova llei d'educació a l'Uruguai (2005-2006).

## Biografia
Soler va néixer a Barcelona, el 1922, i va arribar de petit a Montevideo al costat de la seva família. Educat a l'escola pública, va decidir seguir la carrera de Magisteri i va treballar com a mestre rural des de 1943 a 1961.
El 1945 és un dels fundadors de la Federació Uruguaiana del Magisteri.
El 1949 és un dels membres de la comissió redactora dels programes d'estudi per a les escoles rurals a l'Uruguai al costat de Julio Castro i d'Enrique Brayer Blanco.
A partir de 1945 va organitzar i va dirigir el Nucli Escolar Experimental de La Mina, al costat de la seva esposa, la mestra Nelly Couñago de Soler i d'un grup de joves mestres rurals van iniciar un treball de pràctica reflexiva sobre la feina educativa per al millorament de la vida camperola. Es va establir un diàleg entre altres experiències educatives rurals com a la duta a terme per Homero Grillo al departament de Lavalleja.

## Obres
- Cinco años de Educación Rural en La Mina, Montevideo: Institut Cooperatiu d'Educació Rural, 1965
- Uruguay: Análisis crítico de programas escolares de 1949, 1957 y 1979, Barcelona: Imprenta juvenil – E.B.O., 1984
- Educación: Problemas, Tendencias, Experiencias (coautor Roque Faraone). XVII Cursos Internacionals d'estiu (1986) Vol. I. Montevideo: UdelaR, 1987.
- Educación y vida rural en América Latina. Montevideo: Federació Uruguaiana del Magisteri - Institut del Tercer Món, 1996
- El Banco Mundial metido a educador. Montevideo: Facultat d'Humanitats i Ciències de l'Educació - R.E.P, 1997
- Reflexiones generales sobre la Educación y sus tensiones. Montevideo: AELAC- QuEduca, 2003
- Réplica de un maestro agredido. Montevideo: Trilce, 2005